# Юрий Ярославич (князь туровский)
Юрий (Георгий) Ярославич (до 1112 — около 1168) — князь Пинский около 1142—1148 и 1154—1157 годов, Туровский в 1148/1149—1150, 1151—1154 и 1157—1168 годах, сын Ярослава Святополковича, старшего сына Святополка Изяславича.

## Биография
В 1157 году после смерти Юрия Долгорукого Туров, в котором до этого сидел его сын Борис, был занят Юрием Ярославичем. Новый киевский князь Изяслав Давыдович в 1157 году попытался выбить Юрия из Турова, но безуспешно, и вынужден был отступить.
В лѣто 6665 (1157)... Томъ же лѣте иде Изяславъ на Ярославича Турову, а съ нимъ иде Ярославъ Изяславичь из Лучьска и Андрѣевич Ярополкъ и Галичскаа помощь, и Ростиславичь Рюрикъ Смолняны и Володимеръ Мъстиславичь, тому бо и искахуть Турова. А полочане пришедше к Турову пожгоша села его, а Берендичи воеваша около Пиньска и за Припетью; бьяхуть же ся изъ города кри Володимер Мъстиславич [берестейский князь], тому бо и искахуть Турова. А полочане пришедше к Турову пожгоша села его, а Берендичи воеваша около Пиньска и за Припетью; бяхуть же ся из города крѣпко выходя, и много бываше язвеныхъ. И много моляшеся Юрьи Ярославич, высылаа къ Изяславу из города, река: «Приими мя, брате, в любовь к собѣ». Изяславъ же того не въсхотѣ, но всяко хотяше под ним взяти Туровъ и Пинескъ; и стоа около города 10 недѣль, и бысть мор в коних его, и не успѣвшѣ ничто же взратишяся въсвояси, не створьше с ним мира, и мнози же пѣши приидоша с тоа воины.Летопись по Уваровскому списку XV века
К 1159 году относится упоминание о попытке Юрия Ярославича поучаствовать в борьбе с половцами.
Въ лѣто 6668... Том же лѣте воева Геѡргии Ӕрославичь ис Турова къ Путивлю. Въıревци же затворишасѧ ѿ него и не пустиша его к собѣ, ѡнъ же ѿтуда възвративсѧ иде в Зартъıи и ту перебъıвъ иде ѡпѧть, възвративъсѧ оу ВъıрьИпатьевская летопись
В том же году Изяслав Давыдович в союзе с Мстиславом Изяславичем снова осадил Туров и снова не смог его взять. 
Тои же зимѣ ходи Мьстиславъ Изѧславичь и Ӕрославъ братъ его Ӕрополкъ, Андрѣевичь Володимиръ, братъ его Ӕрополкъ к Турову на Гюргѧ на Ӕрославича и стоӕша полъ г҃ (3) нед̑лѣ и не въспѣвше ему ничтоже, възвратишась въ своӕси.Ипатьевская летопись
В 1162 году Ростислав Мстиславич, утвердившийся в сане киевского князя, поссорился со своим племянником Мстиславом Изяславичем Волынским, после чего заключил мир с Юрием Ярославичем, чтобы исключить возможность его нападения на Смоленск или Киев.
Въ лѣто 6670 (1162)... Того же лѣта Ростиславъ створи миръ съ Юрьемъ Ярославичемъ, внукомъ Святополчимъ.Летопись по Уваровскому списку XV века
Умер около 1168 года. Юрий был родоначальником династии турово-пинских князей. После его смерти Турово-Пинское княжество разделилось между его сыновьями на несколько уделов. 

## Брак и дети
Жена: с 1144 (ум. 1190), дочь Всеволодка, князя Городненского. Дети:
- Иван Юрьевич[5] (ум. 1170), князь Туровский (1168-1170). Получил во владение Туров. Родоначальник Туровской линии.
- Святополк Юрьевич (ум. 1190), князь Пинский (1168-1170), князь Туровский (1170-1190). Получил в удел Пинск. Родоначальник 1-й Пинской линии.
- Ярослав Юрьевич (ум. 1190), князь Клецкий (1168-1170), князь Пинский (1170-1190). Получил в удел Клецк и Яновицы. Родоначальник Яновицкой линии.
- Глеб Юрьевич (ум. 1196), князь Дубровицкий (1168—1190),  князь Туровский (1190—1196). Получил в удел Дубровицы и Степань. Родоначальник Дубровицкой, Степаньской и 2-й Пинской линий.
- Ярополк Юрьевич (ум. 1190), князь Городенский (1168-1190), князь Пинский (1190). Получил в удел Городно и Несвиж. Родоначальник Несвижской линии.
- Анна  (ум. после 1205); муж: Рюрик Ростиславич (ум. 1212), великий князь Киевский[6]
- Малфрида; муж: с 1167 Всеволод Ярославич (ум. после 1209), князь Луцкий